# Der keusche Josef (1953)
Der keusche Josef ist ein deutsches Liebesfilmlustspiel aus dem Jahre 1953 von Carl Boese mit Ludwig Schmitz, Lucie Englisch, Waltraut Haas, Ernst Waldow, Peter Mosbacher und Renate Mannhardt in den Hauptrollen. Die Geschichte basiert auf dem Schwank Unter Geschäftsaufsicht (1927) von Arnold und Bach.

## Handlung
Josef Haselhuhn ist ein kreuzbraver Mann, der als pedantischer Revisor arbeitet und alles sehr genau nimmt. Eines Tages beordert ihn sein Chef, Direktor Wolf, der Hauptgläubiger einer katastrophal schlecht geführten Schaufensterpuppenfabrik ist, der Geschäftsführung dieser Firma einmal genauer auf die Finger zu schauen. Nahezu zeitgleich lässt sich Wolfs Tochter Hilde unter dem falschen Namen Lotte Müller in eben dieser Schaufensterpuppefabrik als Sekretärin einstellen. Die Dinge verkomplizieren sich merklich, als Georg Schilling, der leichtfertige Fabrikbesitzer, auch noch seiner Geliebten, die als Sängerin mit dem klangvollen Pseudonym Pussy Angora in einem Kabarett auftritt, auf Firmenkosten eine teure Wohnung einrichtet, was die finanzielle Lage der von Haselhuhn zu überprüfenden Firma nicht eben erleichtert. Während Hilde alias Lotte Müller ihrem Job nachgeht, lernt sie auch ihren Chef Schilling kennen, der sich schlagartig in sie verliebt.
Damit wird ihr bald auch klar, welche Probleme Georg, der ihr im Lauf der Zeit nicht ganz gleichgültig bleibt, bedrücken: Den Revisor im Genick, eine teure Pussy-Freundin und eine Firma, die am Abgrund steht. Um dem Sodom und Gomorrha tatkräftig zu Leibe zu rücken, sucht der alte Haselhuhn die Wohnung von Fräulein Angora auf, um das von der Firma gesponserte Interieur gleich wieder zu beschlagnahmen. Die verführerische Dame zieht jedoch alle Register, um den Revisor mit den Mitteln einer Frau kirre zu machen. Prompt wird er in einer verfänglichen Situation erwischt, die die Gattin des im Prinzip äußerst keuschen Josefs gern dazu ausnutzt, ihrem Mann ihre bislang auf dem Land versteckte Tochter Marlise vorzustellen, die aus Emilies Zeit vor der Ehe mit Josef stammt. Schließlich wendet sich alles zum Guten: Georg und Hilde heiraten, was im Übrigen bedeutet, dass Schillings Firma ganz nebenbei dank der Finanzen von Schwiegervater Wolf doch noch saniert werden kann.

## Produktionsnotizen
Der keusche Josef entstand im Frühling 1953 in Berlin (Studio- und Außenaufnahmen). Die Uraufführung erfolgte dort am 26. Juni 1953.
Produzent Friedrich Wilhelm Gaik übernahm auch die Herstellungsleitung, Heinz Laaser die Produktionsleitung. Willi A. Herrmann und Heinrich Weidemann schufen die Filmbauten, Sinaida Rudow die Kostüme. Es singen Friedel Hensch und die Cyprys, die Liedtexte schrieb Curth Flatow. Arthur Grimm und Michael Marszalek fertigten die Standfotos an.

## Kritiken
Der Spiegel schrieb: „Der 65jährige Schwankspezialist Carl Boese inszeniert nach seinem Seitensprung in die Komödiennähe (‚Der Onkel aus Amerika‘) wieder so krachend und ausgeleiert wie möglich, gestützt auf Arnold und Bachs ‚Unter Geschäftsaufsicht‘. Mit Boeses Gattin, dem Grotesk-Backfisch Elena Luber, mit der Volksfilm-Veteranin Lucie Englisch, mit der uncharmant übervampten Renate Mannhardt, mit dem als Hauptdarsteller leicht verlegenen Chargen-Komiker Ludwig Schmitz und dem von Schwachsinnswogen verschlungenen Vollschauspieler Peter Mosbacher.“
Im Lexikon des Internationalen Films heißt es: „Dummdreiste Filmposse, die den zugrundeliegenden Bühenschwank im Niveau weit unterbietet.“